# Bela Vista (Lobata)
Pour les articles homonymes, voir Bela Vista (homonymie).
Bela Vista est une localité de Sao Tomé-et-Principe située au nord de l'île de Sao Tomé, dans le district de Lobata. C'est une ancienne roça.

## Roça
La roça a été fondée par João Maria de Freitas en 1863 et fut la première plantation acquise par le marquis de Valle Flôr en 1888. Après l'indépendance en 1975, elle est devenue l'un des 15 sièges des entreprises d’État. [En 2013] elle fonctionne encore comme un centre de production agricole.
Un hôpital y a été construit dans les années 1920, selon un plan semblable à celui des autres hôpitaux de Sao Tomé.

## Climat
Bela Vista est dotée d'un climat tropical de type As selon la classification de Köppen, avec des précipitations plus importantes en hiver qu'en été. La moyenne annuelle de température est de 25,0 °C et celle des précipitations de 1 244 mm.

## Population
Lors du recensement de 2012, 517 habitants y ont été dénombrés.